# Petra Majdič
Petra Majdič (n. 22 decembrie 1979, Ljubljana, Republica Socialistă Slovenia, RSF Iugoslavia) este o schioară de fond, medaliată olimpică. A participat la 3 ediții ale Jocurilor Olimpice (2002, 2006, 2010) în care a câștigat o medalie de bronz.